# Chasse (canción)
«Chasse» es el segundo maxi sencillo de la cantante japonesa de I've Sound, Kaori Utatsuki. La canción titular de este sencillo fue utilizada como tercera canción de cierre de la conocida la serie de anime Hayate no Gotoku!.
Este sencillo fue publicado el 21 de noviembre de 2007, y al igual que el sencillo anterior, fue publicado con el sello Geneon Entertainment y publicado primero en una edición limitada de CD y DVD, y una edición regular solamente de CD. El DVD de la edición limitada contiene el videoclip promocional de la canción titular del sencillo, además del making de dicha canción.
El éxito comercial de este disco, fue limitado, pues solo vendió 4.984 copias entrando en el puesto trigésimo de la lista de sencillos del Oricon, la lista oficial de ventas japonesa.

## Canciones
1. «Chasse»
Letra: KOTOKO
Composición: Kazuya Takase
Arreglos: Tomoyuki Nakazawa y Maiko Iuchi
2. «Change of heart»
Letra: Kaori Utatsuki
Composición y arreglos: Maiko Iuchi
3. «Chasse» (Instrumental)
Composición: Kazuya Takase
Arreglos: Tomoyuki Nakazawa y Maiko Iuchi
4. «Change of heart» (Instrumental)
Composición y arreglos: Maiko Iuchi